# Diera-Zehren
Diera-Zehren je obec v německé spolkové zemi Sasko. Nachází se v zemském okrese Míšeň a má přibližně 3 200 obyvatel.

## Historie
Ves Diera byla založena ve středověku a v písemných pramenech je prvně zmiňována roku 1205 jako Dere. První zmínka o vsi Zehren (uváděné jako Cirin) je z roku 1003 v kronice Dětmara z Merseburku. Obec Diera-Zehren vznikla v roce 1999 sloučením do té doby samostatných obcí Diera a Zehren.

## Přírodní poměry
Diera-Zehren leží ve střední části zemského okresu Míšeň severozápadně od okresního města Míšeň. Jednotlivé místní části obce se rozkládají na obou stranách řeky Labe, která protéká přibližně středem území obce. Krajina je využívána převážně zemědělsky, v labském údolí je řada vinic. Na pravém břehu Labe leží přírodní rezervace Elbtalhänge zwischen Rottewitz und Zadel. Obec není napojena na železnici.

## Správní členění
Diera-Zehren se dělí na 21 místních částí:
- Diera
- Golk
- Hebelei
- Karpfenschänke
- Keilbusch
- Kleinzadel
- Löbsal
- Mischwitz
- Naundorf
- Naundörfel
- Niederlommatzsch
- Niedermuschütz
- Nieschütz
- Oberlommatzsch
- Obermuschütz
- Schieritz
- Seebschütz
- Seilitz
- Wölkisch
- Zadel
- Zehren

## Pamětihodnosti
- park Hebelei
- kostely v Zadelu a Zehrenu
- zámek Schieritz
- vodní mlýn Schieritz